# Flughafen Shenyang Taoxian

i7
i11
i13
Der Flughafen Shenyang Taoxian (chinesisch 沈阳桃仙国际机场, Pinyin Shěnyáng Táoxiān Guójì Jīchǎng, IATA-Code: SHE, ICAO-Code: ZYTX) ist der Flughafen der Stadt Shenyang in der Hauptstadt der Provinz Liaoning im Nordosten Chinas und ein Drehkreuz der China Southern Airlines.

## Allgemeines
Der Flughafen von Shenyang liegt 20 Kilometer südlich des Stadtzentrums und ist mit mehreren Buslinien, sowie einer U-Bahn-Linie, der Shenyang-Tram (Linie 2) angebunden. Gemessen am Passagieraufkommen gehört der Flughafen zu den 25. größten in der Volksrepublik China.
Es bestehen sowohl nationale, als auch internationale Flugverbindungen mit diversen Fluggesellschaften. Aus dem deutschsprachigen Raum wurde Shenyang bis 2016 durch die Lufthansa viermal wöchentlich ab Frankfurt am Main bedient.